# George Harris (1er baron Harris)
Pour les articles homonymes, voir George Harris.
George Harris, 1er baron Harris (18 mars 1746 - 19 mai 1829) est un soldat britannique.

## Carrière militaire
Il est le fils du révérend George Harris, curé de Brasted, Kent. Il fait ses études à la Westminster School et à l'Académie royale militaire de Woolwich, et est commissionné à la Royal Artillery en 1760, transféré comme enseigne au 5e régiment d'infanterie (Northumberland Fusiliers) en 1762. Trois ans plus tard, il devient lieutenant et, en 1771, capitaine. Son premier service actif a lieu lors la Guerre d'indépendance des États-Unis, dans laquelle il sert à Lexington, Bunker Hill (grièvement blessé) et dans tous les engagements de l'armée de Howe, sauf un jusqu'en novembre 1778.

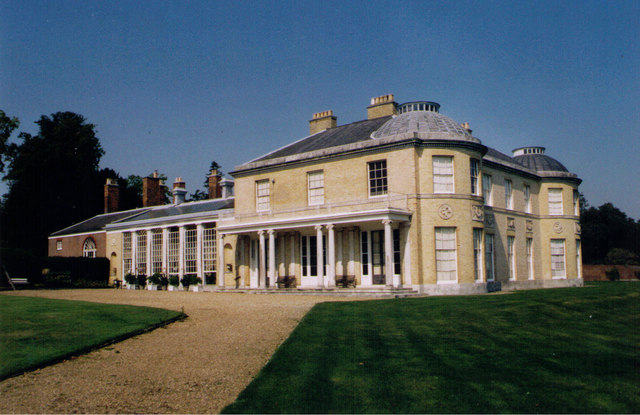
Belmont House, Throwley, Kent. La maison du général Harris.

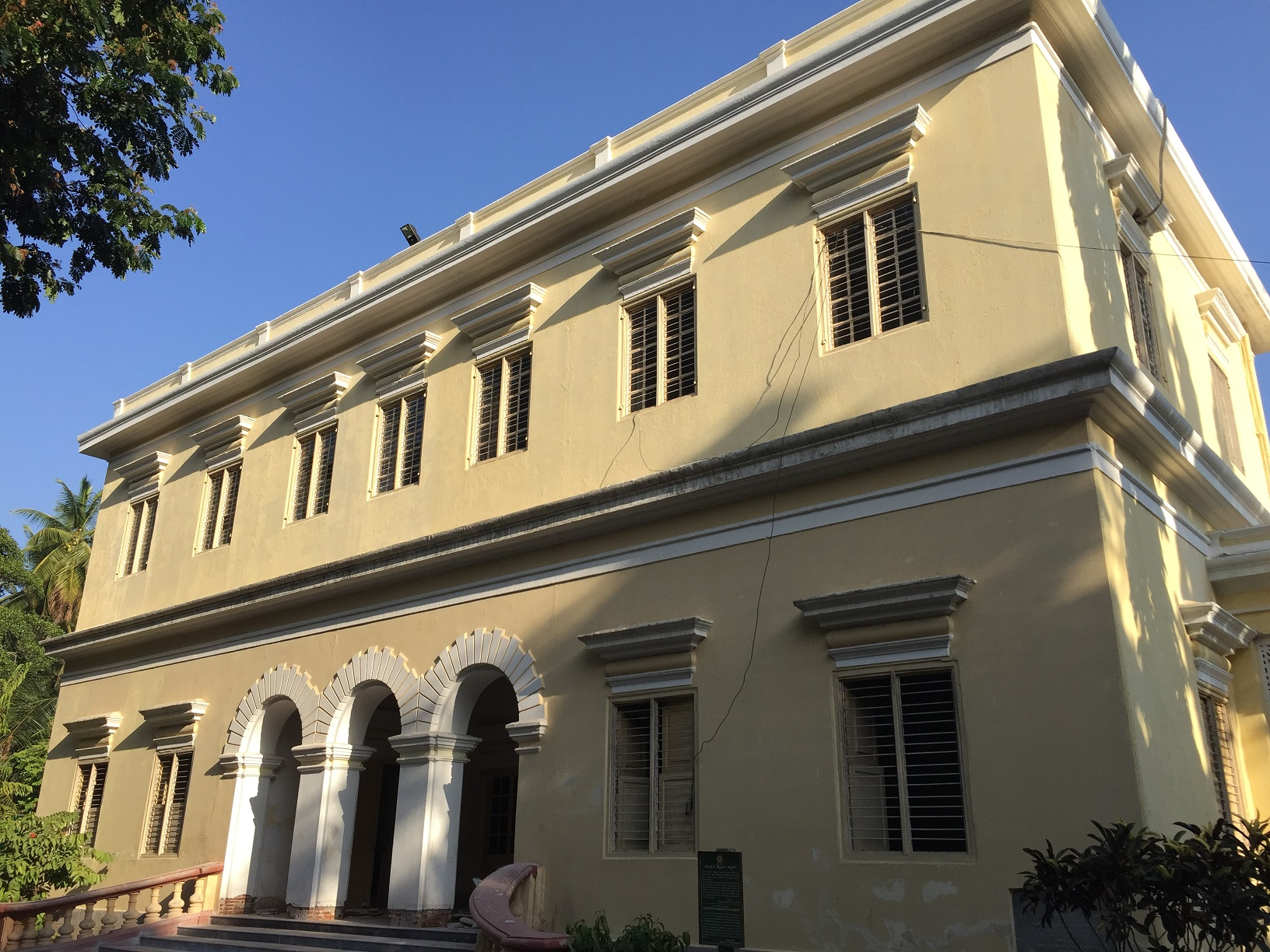
Résidence de Lord Harris, plus tard résidence de Purnaiah, Srirangapatna

À ce moment-là, il est major et il sert sous les ordres du major-général Medows à Sainte-Lucie en 1778-1779, après quoi son régiment sert de marines dans la flotte de George Brydges Rodney. Plus tard en 1779, il est pendant un certain temps prisonnier de guerre. Peu avant sa promotion au grade de lieutenant-colonel dans son régiment (1780), il épouse Anne Carteret Dickson. Après avoir commandé le 5e régiment en Irlande pendant quelques années, il échange et est allé avec le général Medows à Bombay, et sert en Inde jusqu'en 1792, prenant part à diverses batailles et engagements, notamment l'attaque de Lord Cornwallis contre Srirangapatna dans le troisième guerre Anglo-Mysore.
En 1794, après une courte période de service à domicile, il est de nouveau en Inde. La même année, il devient major-général et, en 1797, commandant en chef de l'armée de Madras. Jusqu'à 1800, il commande les troupes à la présidence, et pendant un court laps de temps, il exerce également le gouvernement civil. En décembre 1798, il est nommé par Lord Mornington, le gouverneur général, pour commander l'armée de campagne qui doit attaquer Tipû Sâhib, et en quelques mois de campagne, Harris réduit le royaume de Mysore et prend d'assaut la grande place forte de Seringapatam, où le Tipu est mort pour sa défense.
Il reçoit une part de prise de 100 000 £ pour la campagne de Seringapatam , son succès établissant sa réputation de commandant compétent et expérimenté, son importance politique lui permettant de se voir offrir la récompense (qu'il a refusée) d'une pairie irlandaise. Il rentre chez lui en 1800, devient lieutenant-général de l'armée l'année suivante et obtient le grade de général à part entière en 1812. Il achète Belmont House près de Faversham en 1801.
En 1815, il est nommé pair du Royaume-Uni sous le titre de baron Harris de Seringapatam et Mysore, et de Belmont dans le comté de Kent. En 1820, il reçoit l'Ordre du Bain, et en 1824 le poste de gouverneur du Château de Dumbarton. Il est colonel du 73rd (Highland) Regiment of Foot de 1800 à sa mort .

Lord Harris est décédé à Belmont en mai 1829. Son descendant, Robert Harris (4e baron Harris), connu également comme joueur de cricket, est sous-secrétaire d'État à l'Inde (1885-1886), sous-secrétaire d'État à la Guerre (1886-1889) et gouverneur de Bombay (1890-1895) . 